# Godesburg

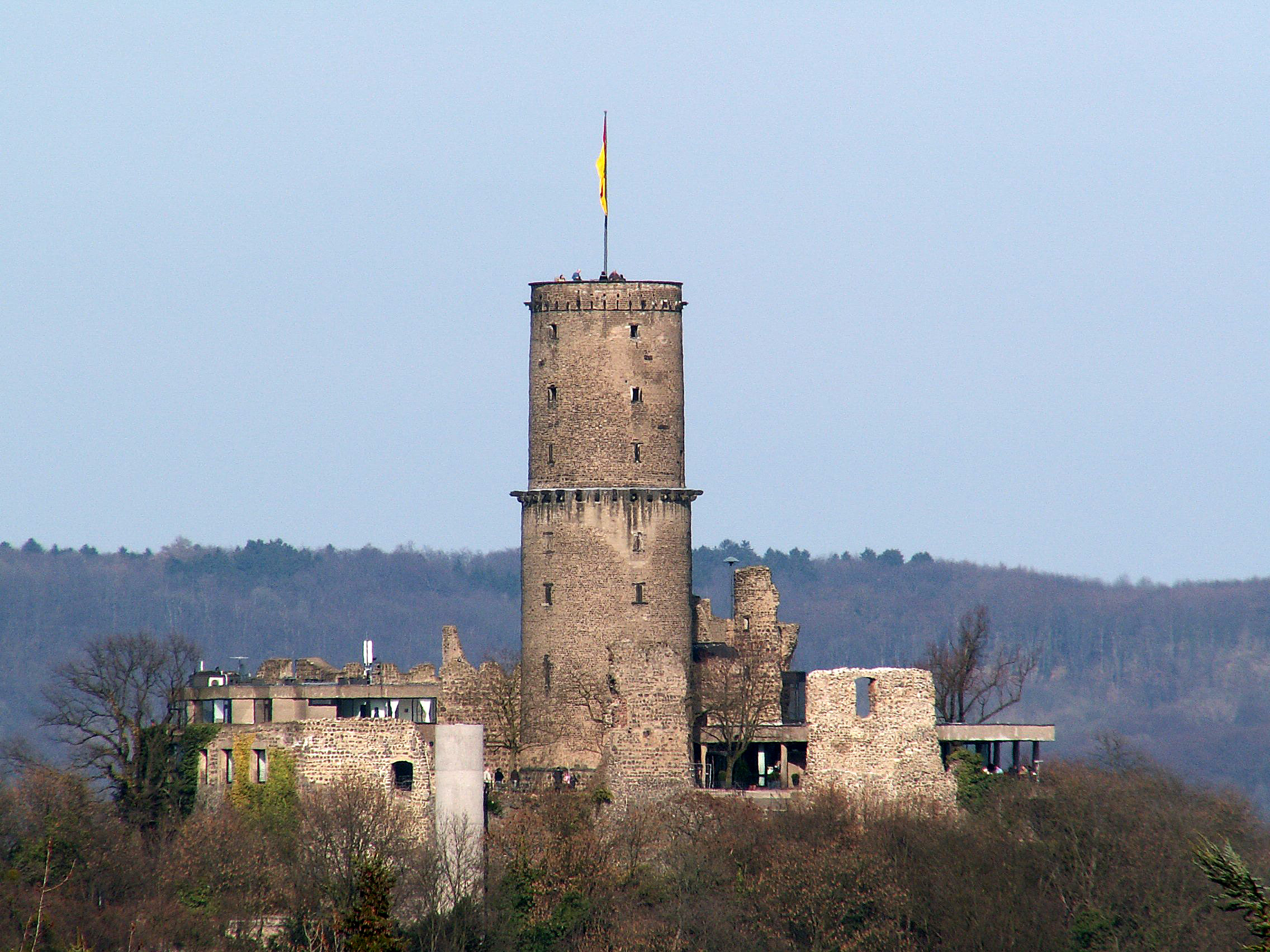
Ruina Godesburg

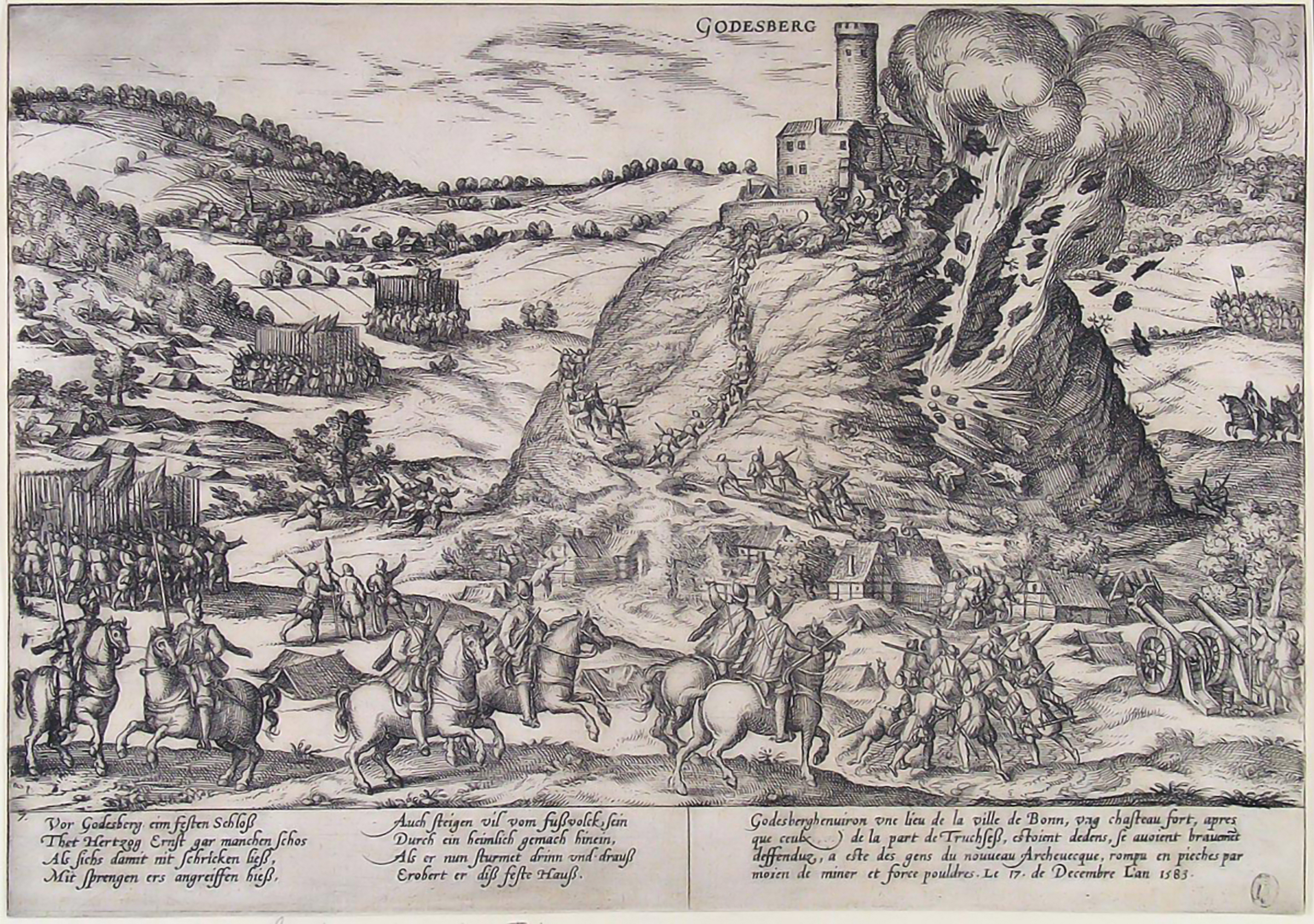
Distrugerea castelului Godesburg în anul 1583

Godesburg este ruina unei cetăți din Bad Godesberg pe Rin, Bonn.
Ruina Godesburg a fost probabil construită de către poporul germanic al francilor. Cetatea a fost folosit drept castel de refugiu. Ea se află la altitudinea de 122 m deasupra n.m. și este amplasată în cartierul Alt-Godesberg din Bad Godesberg.

## Istorie
Castelul a fost construit din motive strategice pe dealul Godesberg. Acest deal este geologic un vulcan stins dintr-o perioadă îndepărtată a istoriei pământului și este cel mai înalt punct din cartier și din această zonă geografică de trecere din Regiunea Rinului Inferior către regiunea Rinului Mijlociu. În construcția castelului este incorporată piatră dintr-un altar roman, fapt ce atestă că acest deal a fost colonizat și în epoca romană. Printr-o atestare istorică s-a dovedit că dealul a fost folosit drept lăcaș de cult de către tribul germanic al ubiilor (Woudensberg/ Wotansberg - tradus ca "Dealul lui Odin").

## Piatra votivă

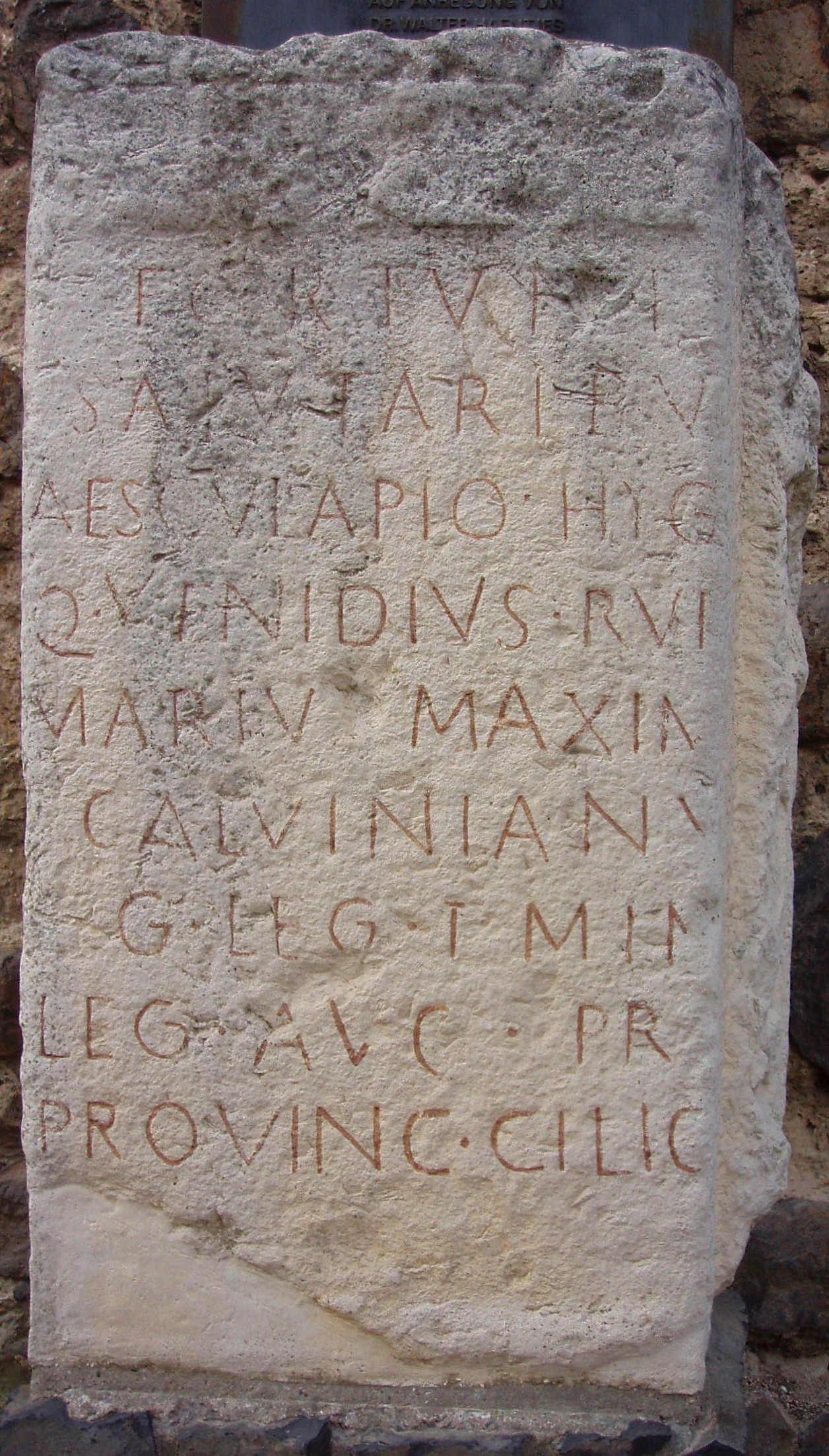
Piatra votivă (Piatra lui Esculap de la Godesburg)

În anul 1583 se descoperă în incinta castelului o inscripție pe o piatră votivă. Aceasta datează din perioada romană (aprox. 200 d. Chr) și este dedicată zeilor Esculap și Higia, zei cu puteri tămăduitoare. Din anul 1981 este expusă în curtea ruinei o reproducere a acestei inscripții.